# 1942 în informatică
- 1941 în informatică — 1942 în informatică — 1943 în informatică

1942 în informatică a însemnat o serie de evenimente noi notabile:

## Evenimente

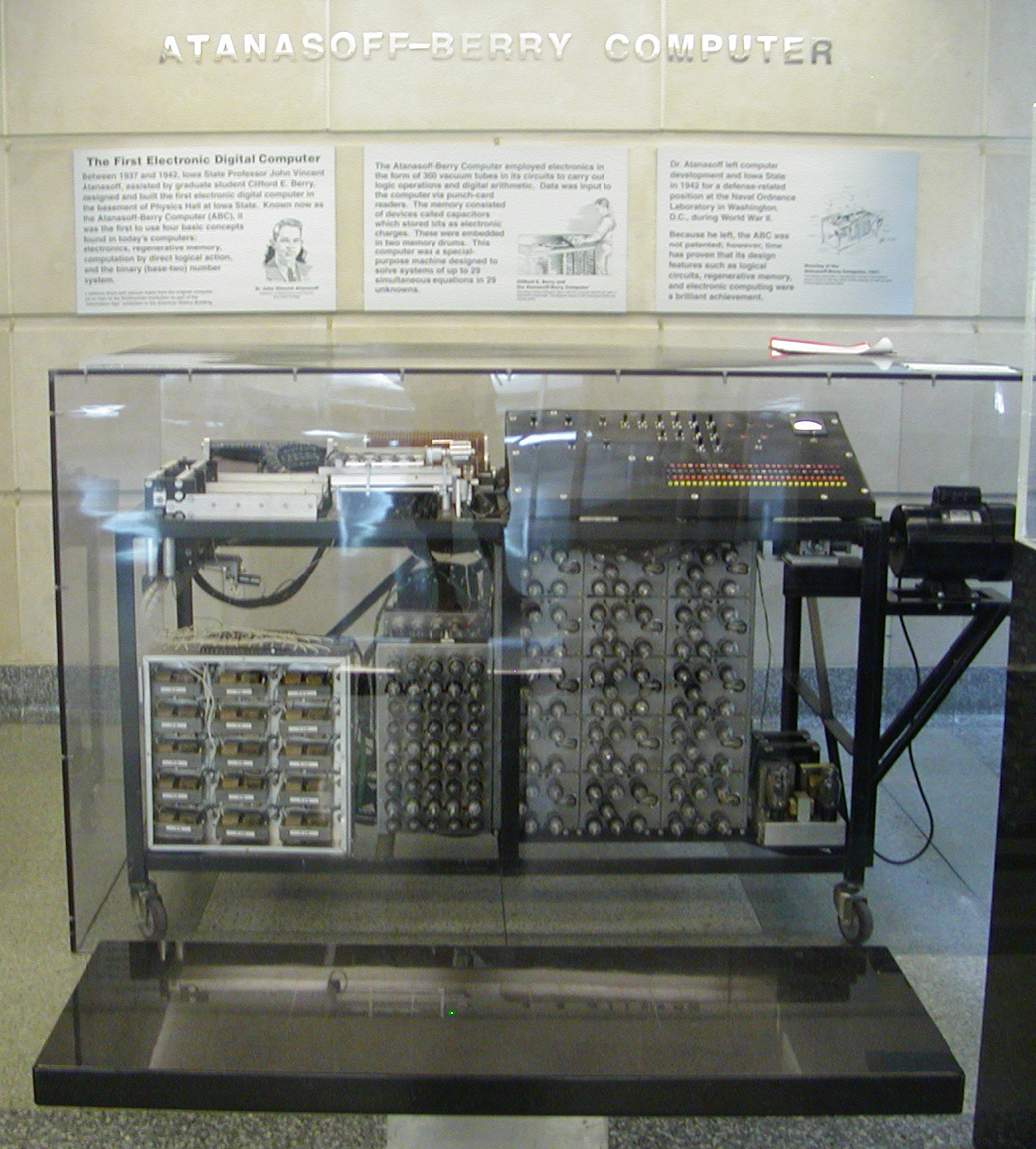
Replica unui Atanasoff-Berry Computer

- în SUA, este testat cu succes primul prototip funcțional al unui calculator Atanasoff–Berry. Atanasoff-Berry Computer (ABC) a fost unul dintre primele dispozitive de calcul electronice digitale. Conceput în 1937, echipamentul nu a fost programabil, fiind conceput doar pentru a rezolva sisteme de ecuații liniare. A fost creat de Dr. John Vincent Atanasoff împreună cu studentul său doctorand Clifford Berry.[1]